# 55–57 George Street (Whithorn)

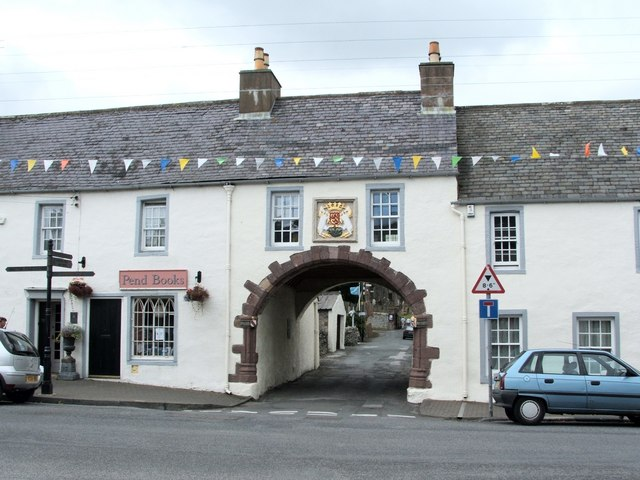
Links des Torwegs ist Nr. 55 vollständig sowie Teile von Nr. 57 zu sehen.

Unter der Adresse 55–57 George Street in der schottischen Ortschaft Whithorn in der Council Area Dumfries and Galloway befinden sich zwei Wohngebäude. 1972 wurden sie in die schottischen Denkmallisten in der höchsten Denkmalkategorie A aufgenommen.

## Beschreibung
Die Gebäude liegen im Zentrum von Whithorn. Sie wurden in geschlossener Bauweise entlang der George Street, der Hauptverkehrsstraße der Ortschaft (A746), errichtet. Die asymmetrisch gestalteten zweistöckigen Häuser wurden weitgehend im 18. Jahrhundert erbaut. Die Fassaden sind verputzt. Rechts grenzt der ebenfalls denkmalgeschützte Torweg der Whithorn Priory an. 
Neben der Eingangstüre des rechts gelegenen Hauses Nummer 55 ist ein Sprossenfenster mit stilisierten neogotischen Spitzbögen eingelassen. Die Gestaltung wurde im Zuge einer Erweiterung im Laufe des 19. Jahrhunderts eingeführt. Im Obergeschoss wurde ein einzelnes Fenster verbaut.
Die Eingangstüre von Haus Nummer 57 schließt mit einem gekehlten Gesimse. Links befindet sich ein, im Obergeschoss drei weitere Fenster. Wie auch am nebenliegenden Haus sind alle Gebäudeöffnungen farblich von der Fassade abgesetzt. Die abschließenden Satteldächer mit zwei firstständigen Kaminen sind mit Schiefer eingedeckt.